# Volo FedEx Express 705
Il volo FedEx Express 705 era un volo cargo operato da FedEx Express tra l'aeroporto di Memphis, in Tennessee, e l'aeroporto di San Jose, in California. Il 7 aprile 1994 Il DC-10 N306FE "John Peter Jr." che effettuava il volo fu dirottato da un tecnico della FedEx che era salito a bordo dell'aereo come passeggero. Fortunatamente l'aereo riuscì a far ritorno all'aeroporto di partenza (Memphis) e il dirottatore fu arrestato.

## L'equipaggio e il dirottatore
Tre membri dell'equipaggio di volo erano nella cabina di pilotaggio di questo volo: il capitano David G. "Dave" Sanders, 49 anni, che aveva lavorato per FedEx per 20 anni e in precedenza aveva prestato servizio nella Marina degli Stati Uniti per nove anni durante la Guerra del Vietnam; Il primo ufficiale di 42 anni James M. "Jim" Tucker Jr., che aveva lavorato per FedEx per 10 anni e in precedenza aveva prestato servizio con la Marina degli Stati Uniti per 12 anni durante la guerra del Vietnam e con la People Express Airlines per tre anni; e l'ingegnere di volo 39enne Andrew H. "Andy" Peterson, che aveva lavorato per FedEx per 5 anni.
Nell'aereo c'era anche Auburn Calloway, 42 anni, ingegnere di volo della FedEx, ex studente dell'Università di Stanford ed ex pilota della Marina ed esperto di arti marziali, che rischiava il Licenziamento per aver falsificato le sue ore di volo. Calloway aveva pianificato di dirottare l'aereo, ma mascherandolo da incidente, in modo che la sua famiglia avrebbe beneficiato della sua polizza di assicurazione sulla vita del valore di 2,5 milioni di dollari (equivalenti a 4,9 milioni di dollari nel 2022). Calloway intendeva uccidere l'equipaggio di volo usando la forza contundente. Per fare ciò, ha portato a bordo due martelli da carpentiere, due martelli da fabbro, un fucile subacqueo e un coltello (che non è stato utilizzato) nascosti all'interno di una custodia di chitarra. Portava con sé anche un biglietto scritto alla ex moglie "in cui descriveva l'apparente disperazione dell'autore". Poco prima del volo, Calloway aveva trasferito oltre 54.000 dollari (equivalenti a 106.600 dollari nel 2022) in titoli e assegni circolari alla sua ex moglie.

## Storia
Auburn Calloway, un ingegnere tecnico che lavorava nel settore aero-tecnico/pilotaggio della FedEx Express, per raccogliere soldi da destinare alla famiglia, decise di truffare l'assicurazione con la quale aveva stipulato una polizza sulla vita: con un suo suicidio camuffato da incidente, l'agenzia avrebbe versato il corrispettivo per il decesso ai familiari. Per fare ciò pensò di dirottare e far schiantare un aereo. Telefonò alla FedEx per chiedere se c'era ancora un posto sul volo per San Jose del 7 aprile 1994 (Calloway era un dipendente dell'azienda e poteva viaggiare gratis). Ricevuta risposta affermativa, il giorno fissato Calloway salì sull'aereo fermo in fase di carico, con un bagaglio di martelli e un fucile da pesca.

### Il piano di Calloway
Calloway aveva preparato questo piano: munirsi di martello e fucile da pesca, nasconderli dentro la custodia di una chitarra e, una volta decollati, uccidere i piloti a colpi di martello nel cranio: sarebbe sembrato il colpo di un impatto e, di conseguenza, di un vero incidente aereo, così i soldi dell'assicurazione sulla vita sarebbero arrivati direttamente nelle tasche della famiglia. Cercò di salire per primo nell'aereo per staccare il registratore automatico, in modo tale che, una volta schiantatosi, le autorità non avrebbero potuto ricostruire nulla. Nel caso l'ingegnere di volo se ne fosse accorto, Calloway aveva pensato anche a questo: siccome il registratore mantiene registrati solo gli ultimi 30 minuti di dati, Calloway avrebbe volato per più di mezz'ora verso San Jose e poi si sarebbe schiantato.

### La dinamica dei fatti

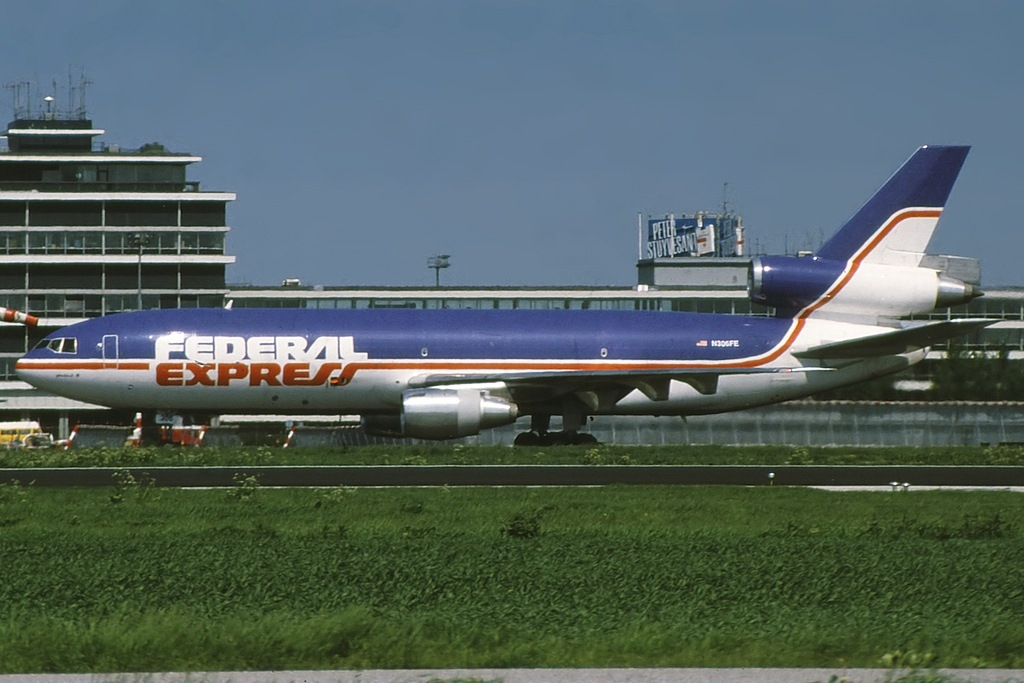
N306FE fotografato durante il rullaggio all'Aeroporto di Amsterdam-Schiphol nel 1986

Calloway, salito a bordo, si presentò agli altri compagni di viaggio e si sedette allacciandosi le cinture. Martello e fucile da pesca erano dentro la custodia della chitarra, posata al fianco del suo sedile. Una volta decollati, Calloway entrò nella cabina di pilotaggio armato e cominciò a tirare martellate contro la testa dei piloti e dell'assistente di volo. Essi gli saltarono addosso per fermarlo e, sanguinanti, lo gettarono a terra, senza però riuscire a togliergli le armi dalle mani. Il copilota tornò nella sua poltrona e avvisò la torre di controllo dell'aeroporto di Memphis che era in corso un dirottamento e che l'aereo avrebbe fatto rientro all'aeroporto. Aggiunse che, se fosse stato possibile, l'aereo si sarebbe fermato in pista, e chiese di mandare delle ambulanze e la squadra speciale di polizia. Dopo svariate manovre brusche operate dal copilota, incluso un capovolgimento di 140° (il massimo consentito per un aereo di linea è teoricamente di 60°), il dirottatore perse l'equilibrio e venne disarmato. Dopo altre lotte e molte altre manovre brusche l'aereo rientrò a Memphis.

### Le conseguenze
Il medico-soccorritore dichiarò che dentro la cabina di comando era tutto rosso, pieno di sangue: due membri dell'equipaggio erano in fin di vita, il terzo si reggeva in piedi, ma perdeva molto sangue. Il dirottatore venne ammanettato dal medico e portato all'Ospedale Regionale di Memphis. A causa delle violenze subite, dei danni fisici e psicologici, i membri dell'equipaggio del Volo FedEx Express 705 non poterono più pilotare un aereo, mentre Calloway, dopo i colpi di martello ricevuti dal personale dell'equipaggio di quel volo, non poté più camminare e fu condannato all'ergastolo.

## Il volo FedEx Express 705 nei media
L'incidente del volo 705 della FedEx Express è stato ricostruito ed analizzato nella puntata Attacco suicida della terza stagione del documentario Indagini ad alta quota trasmesso dal National Geographic Channel.